# فراخنييكا
فراخنييكا (Βραχναίικα) هي مدينة في أهيا في مقاطعة كينتريكي إلادا في اليونان.
يبلغ عدد سكانها حوالي 2913 نسمة.